# Injustice (película)
Injustice es una película de superhéroes de animación para adultos estadounidense de 2021 basada en el videojuego del mismo nombre de 2013, desarrollada por NetherRealm Studios y basada en personajes de DC Comics. Producida por Warner Bros. Animation, DC Entertainment, y distribuida por Warner Home Video, es la 43.ª entrega de la línea de películas animadas originales del Universo DC. La película está dirigida por Matt Peters a partir de una historia de Ernie Altbacker y está protagonizada por Justin Hartley y Anson Mount como Superman y Batman, respectivamente.
La película, ambientada en una continuidad separada del Universo DC principal, sigue el descenso de Superman a la locura tras ser engañado por el Joker para que mate a su esposa embarazada Lois Lane y detone un arma nuclear que destruye Metrópolis. Mientras Superman transforma la Tierra en un estado policial para imponer la paz mundial, Batman forma una resistencia clandestina para oponerse a Superman y sus aliados.
La película se anunció en mayo de 2021 y Altbacker se encargó del guion. La película adapta elementos del videojuego Injustice: Gods Among Us y de su serie de cómics precuela (principalmente el arco del Año Uno), pero cuenta una narrativa original que se aleja de los materiales de origen. La película ha recibido críticas mixtas, que han alabado la animación y las actuaciones de voz, pero han criticado la precipitación de la trama y la desviación del material original.

## Argumento
En la Tierra-22, Clark Kent y Lois Lane viven como pareja en Metropolis. Una noche, Clark descubre gracias a sus poderes que Lois está embarazada. Ante la felicidad de esta noticia, Clark le dice a Lois que hará todo lo necesario para darle un buen hogar a su hijo por nacer a lo que Lois lo calma diciéndole que habrá tiempo para todo. Al mismo tiempo, Clark se entera por su super audición que Batman está en Metropolis y decide ayudarle con algunos delincuentes.  Ambos héroes comienzan una conversación en la que Batman le dice a Superman que sabe del embarazo de Lois pues pudo notar su estado emocional el cual era similar al que tuvo en su enfrentamiento contra Doomsday. Entretanto en los muelles de Metropolis, Lois y Jimmy Olsen están cubriendo una noticia para el Periódico el Planeta, cuando de repente, el Guasón y Harley Quinn matan a Jimmy Olsen, secuestran a Lois Lane y roban un arma nuclear, que conectan a un monitor de ritmo cardíaco unido quirúrgicamente al corazón de Lois. Al enterarse de la captura de Lois, Batman llama a todos los miembros de la Liga de la Justicia para encontrarla. Flash encuentra al Espantapájaros muerto en su laboratorio y su suministro de toxina del miedo desaparecido, antes de ser asesinado por una trampa tendida por el Guasón.
Superman finalmente encuentra al Guasón y a Harley escondidos en un submarino, pero es atacado por Doomsday al enfrentarse a ellos, y procede a lanzar al monstruo al espacio. Cuando los otros héroes llegan y detienen al Guasón y a Harley, Batman se da cuenta de que han mezclado la toxina del miedo con partículas de kriptonita verde, y la han utilizado para que Superman alucine que está luchando contra Doomsday; en realidad, ha golpeado a Lois hasta la muerte. Batman intenta advertir a Superman, pero es demasiado tarde; los latidos de Lois se detienen y la bomba nuclear detona, destruyendo Metrópolis y matando a millones de personas.
Bajo el interrogatorio de Batman, el Guasón revela que se ha cansado de su batalla perdida contra Batman y ha intentado corromper a Superman en su lugar. Momentos después, Superman irrumpe en el interrogatorio. Actuando por el dolor y la rabia por la pérdida de su esposa y su hijo no nacido, frente a la mirada incrédula de Batman, Superman asesina al Guasón.
Mientras Flecha Verde lleva a Harley a su escondite para protegerla de la ira de Superman, éste revela su identidad ante las Naciones Unidas y anuncia sus intenciones de traer la paz a la Tierra, por la fuerza si es necesario. La Liga de la Justicia queda dividida ante las acciones de Superman; algunos miembros, como Mujer Maravilla, apoyan sus nuevos métodos, mientras que otros, como Batman, mantienen su voto de no matar. Otros héroes, como Aquaman y Shazam, se niegan a elegir un bando y abandonan la Liga.
Mientras tanto, el gobierno de los Estados Unidos se preocupa de que Superman interfiera en sus operaciones, y hace que el Amo de los Espejos secuestre a Jonathan Kent como palanca contra él. Superman comienza a cuestionar sus acciones, pero Mujer Maravilla le asegura que está haciendo lo correcto y se ofrece a ayudarle a encontrar a Jonathan. Al enfrentarse al Amo de los Espejos, la Mujer Maravilla se entera del paradero de Jonathan y toma su cinturón, que Superman utiliza para encontrar y rescatar a su padre. Mientras tanto en la Casa Blanca, Batman logra infiltrarse en la Oficina Oval y se enfrenta al Presidente advirtiéndole que Superman lo matará si descubre que ordenó el secuestro de Jonathan.
Más tarde, Superman visita a Batman en la Baticueva para hacer las paces, pero se enzarzan en una discusión sobre sus puntos de vista ideológicos y Batman se niega a unirse a Superman. Mientras intentan impedir que Superman traslade a los reclusos del Manicomio Arkham a una instalación más segura, Batman y Nightwing se sorprenden al descubrir que Robin se ha unido a Superman. Harley, que ha escapado de Flecha Verde y ha decidido convertirse en un héroe, libera a los reclusos, lo que obliga a Batman y Superman a dejar temporalmente de lado sus diferencias para luchar contra ellos. Durante la batalla, Robin arremete con furia y mata accidentalmente a Nightwing. Tras enterarse del incidente por Superman, Gatúbela consuela a Batman. Mientras tanto, Nightwing se encuentra con Rama Kushna en el más allá, que lo transforma en Deadwing.
Mientras Superman se alía con Ra's al Ghul, Batman forma una resistencia clandestina y hace planes para robar un cañón de sol rojo de la Fortaleza de la Soledad. Durante el robo, Ra's mata a Átomo y destruye el cañón, Superman domina al Capitán Átomo, y Jonathan, a quien Superman había mantenido a salvo en la Fortaleza, muere accidentalmente por una de las flechas de Flecha Verde, lo que provoca que un Superman desconsolado lo asesine en venganza. Después de que Superman transforme la Tierra en un estado policial mediante el uso de drones de vigilancia creados por el Señor Terrorífico, Batman hace que el Hombre Plástico lo saque de la cárcel y filtre las imágenes de vídeo de Superman matando a un grupo de adolescentes fiesteros inspirados por el Guasón para arruinar su imagen pública.
En respuesta, Superman envía a Amazo para imponer la paz mundial, pero el androide se vuelve rápidamente violento, ya que Ra's lo había programado en secreto para matar a Superman. Amazo, que es capaz de replicar los poderes de Superman, mata al Hombre Halcón y Cyborg, pero Batman y sus aliados llegan y ayudan a Superman y Mujer Maravilla a destruir al androide. Mientras tanto, Robin, habiendo cambiado de opinión, se bate en duelo y derrota a Ra's con la ayuda de Deadwing.
A pesar de su ayuda, Superman se prepara para hacer arrestar a los insurgentes e incapacita a Mujer Maravilla después de que ésta se vuelva contra él, pero se enfrenta al Superman de Tierra-Uno, que fue traído a este universo por el Señor Terrorífico. El Superman de Tierra-22 derrota a su homólogo y está a punto de matar a los otros héroes restantes, pero se rinde tras encontrarse con la Lois Lane de Tierra-9, que perdió a su Superman a manos de Brainiac tras quedarse embarazada de su hijo, y le recuerda al de Tierra-22 que la vida es sagrada. Al darse cuenta de lo bajo que había caído, Superman acepta voluntariamente ser encarcelado. Aunque no está seguro de lo que ocurrirá a continuación, Batman se prepara para reconstruir el mundo y su vida con Gatúbela.

## Reparto
| Actor de voz         | Personaje                                                                             |
| -------------------- | ------------------------------------------------------------------------------------- |
| Justin Hartley       | Kal-El / Clark Kent / Superman (Tierra-22), Kal-El / Clark Kent / Superman (Tierra-1) |
| Anson Mount          | Bruce Wayne / Batman                                                                  |
| Laura Bailey         | Lois Lane (Tierra-22), Lois Lane (Tierra-9), Rama Kushna                              |
| Zach Callison        | Damian Wayne / Robin, Jimmy Olsen                                                     |
| Brian T. Delaney     | Hal Jordan / Green Lantern                                                            |
| Brandon Micheal Hall | Victor Stone / Cyborg                                                                 |
| Andrew Morgado       | Soldado del Amo de los Espejos                                                        |
| Edwin Hodge          | Michael Holt / Mister Terrific, Waylon Jones / Killer Croc                            |
| Oliver Hudson        | Patrick O'Brian / Hombre Plástico                                                     |
| Gillian Jacobs       | Harleen Quinzel / Harley Quinn                                                        |
| Yuri Lowenthal       | Amo de los Espejos, Barry Allen / Flash, Shazam                                       |
| Derek Phillips       | Dick Grayson / Nightwing / Deadwing, Arthur Curry / Aquaman                           |
| Kevin Pollak         | Joker, El Presidente, Jonathan Kent                                                   |
| Anika Noni Rose      | Selina Kyle / Catwoman                                                                |
| Reid Scott           | Oliver Queen / Flecha Verde, Victor Zsasz                                             |
| Faran Tahir          | Ra's al Ghul                                                                          |
| Fred Tatasciore      | Capitán Átomo                                                                         |
| Janet Varney         | Diana Prince / Mujer Maravilla                                                        |

## Producción
En junio de 2021 se anunció una película de animación basada en el videojuego de 2013 Injustice: Dioses entre nosotros. El reparto de voces para la película se anunció el mes siguiente, el 21 de julio.

## Estreno
A diferencia de los juegos, que tienen una clasificación T de la ESRB, la película tiene una clasificación R por violencia sangrienta, lo que la convierte en la primera película con clasificación R basada en una serie de videojuegos con clasificación T desde Tekken. La película se estrenó el 19 de octubre de 2021 en Blu-ray, 4K Ultra HD y en formato digital y también a través del servicio HBO Max. El DVD fue lanzado exclusivamente para las tiendas Walmart. El 9 de octubre se filtró la película completa en Internet, diez días antes de su fecha de estreno prevista.
El Blu-ray incluye la featurette titulada Aventuras en la narración: Injustice - Crisis and Conflict, en la que los realizadores hablan de la producción y los temas de la película, además de las dos partes del episodio animado de la Liga de la Justicia Injusticia para todos del programa de televisión.

## Recepción

### Crítica
Injustice ha recibido críticas mixtas. En el sitio web de agregador de reseñas Rotten Tomatoes, el 60% de las 5 críticas son positivas, con una calificación media de 5.60/10. Se criticaron las muertes poco ceremoniosas de los personajes, el escaso desarrollo de los mismos, la falta de fidelidad al material original y la trama sobrecargada. Algunos críticos, sin embargo, alabaron la actuación de voz y la animación.

### Streaming y versión casera
La película debutó en la tercera posición de la clasificación semanal "NPD Videoscan First Alert" en la clasificación semanal de ventas generales de medios domésticos y Blue-ray en Estados Unidos. Según The Numbers, vendió 43 317 unidades de Blu-ray y 7 568 unidades de DVD en su primera semana de estreno para una recaudación de 1.16 millones de dólares. También ocupó el quinto lugar en las listas de VOD de Google Play y Vudu. En el Reino Unido, debutó en el décimo puesto de la Official Film Chart.
En la segunda semana de su lanzamiento en Estados Unidos, Injustice cayó al quinto puesto en la lista de ventas de Blu-ray y al octavo en las ventas totales de discos. A finales de octubre, ocupó el décimo lugar en las ventas totales de discos durante el mes. La película volvió a entrar en la lista de las 10 mejores películas de Google Play en su tercera semana, ocupando el quinto lugar, cayendo al décimo puesto en la semana siguiente.